# Država (Platon)
Država je ime Platonove knjige (grč. πολιτεία) u kojoj se raspravlja o organizaciji dobrog grada (u Platonovo vrijeme Grčka država sastojala se od samostalnih gradova-država zvanim polisima).

## Platonova idealna država
Po misliteljima stare Grčke, čovjek je društveno i političko biće (zoon politikon) - kako ga je Aristotel definirao. Svatko je obvezan sudjelovati u političkome životu svoga grada. Državna vlast se u ono vrijeme definirala kao javna vlast u polisima u kojoj su sudjelovali svi slobodni građani. Vlast je u ono vrijeme imala i aparat prisile kojim je štitila pravni poredak. Vlast je bila ograničena ustavom. Za razliku od javne vlasti postojala je i tzv. vlast u domaćinstvu odn. oikos. Ovdje vlast ima pater familias, te postoje odnosi muškarac-žena, otac-dijete i gospodar-rob. Naime, u prva dva odnosa pater familias vlada nad djetetom i ženom zbog njihove dobrobiti. Robom vlada radi dobrobiti domaćinstva tzv. ekonomije domaćinstva, njime vlada despotski - što znači da rob nema ni socijalne, ni ekonomske, ni političke slobode, odn. on je usko vezan za svojeg gospodara.
On u svojoj knjizi opisuje idealnu državu, inače je bio iz aristokratske obitelji, no zbog sukoba s dotadašnjom vlasti prestaje se baviti politikom, nego je bio samo zaokupljen teorijom države, ali ne i političke zbilje. Živi u vrijeme Peloponeskog rata (431. – 404. pr. Kr.), te kasnije za vrijeme oligarhije, vladavine Tridesetorice (404. pr. Kr.), među kojima su neki bili i Platonovi rođaci. Nakon toga dolazi do povrata demokracije u Ateni, te je smaknut njegov učitelj Sokrat jer je "kvario mlađež" odn. jer je bio optužen da je surađio s Tridesetoricom. Platon se povlači iz politike svojoj poznatom izrekom: "Treba se baviti politikom samo dok ti život ne postane u opasnosti."
Temelj njegove ideje o idealnoj državi jest ideja pravednosti. To je nešto sličnoj legitimnosti u današnje vrijeme, no zapravo je riječ o pravednoj raspodijeli rada prema sposobnostima svakoga čovjeka. Na to su se ugledali i marksistički filozofi kao Karl Marx ili Friedrich Engels. Tako svatko treba raditi ono za što je sposoban. Tako postoje dijelovi države, kao i kod čovjeka dijelovi tijela: glava (umni dio), prsa (voljni dio) i trbuh (požudni dio), što je Platon rasporedio prema dolje navedenim klasama. Tako bi umni dio čovjeka trebao voditi ostala dva, tako je isto i u državi, gdje će umni dio države voditi ostala dva.
On je podijelio ljude prema klasama (ali ne kastama, te klase označavaju sposobnosti za koje su određeni ljudi sposobni. Tako postoje tri klase:
- proizvoditelji ili zanatlije (požudni dio)
- ratnici ili čuvari (voljni dio)
- vladari ili filozofi (umni dio)

Tako bi proizvoditelji, da bi država bila pravedna, trebali imati osobinu umjerenosti. Oni proizvode i pružaju obrtničke usluge ostalima, s tim da je njima život dosta lagan i smiren, jer za razliku od čuvara, ne moraju se izlagati opasnosti, i mogu imati obitelj i živjeti ugodno. Jedina im je mana gramzljivost tj. ako postanu pohlepni, te si žele priuštiti više dobara i novca nego im je potrebno. 

Ratnike ili čuvare polisa trebala bi krasiti vrlina hrabrosti. Oni se odriču ugodnoga života da bi drugi mogli uživati u sigurnosti i miru, odn. u idealima prava slobodi i pravednosti. Njihova mana je častoljublje koje se može očitati kao vladavina timokracije što svakako nije dobro. 

Na kraju vladari za koje Platon smatra da moraju biti mudri, te misli da vladati trebaju samo najjmudriji i najbolji odn. filozofi i to još iz aristokratskih krugova. Znači najpoželjniji oblik vladavine bila bi aristokracija. Oni ne bi trebali imati nikakve mane ili poroke.
| POROCI       | KLASA          | VRLINE     |
| ------------ | -------------- | ---------- |
| gramzljivost | proizvoditelji | umjerenost |
|              | (požudni dio)  |            |
| častoljublje | čuvari         | hrabrost   |
|              | (voljni dio)   |            |
| nemaju porok | filozofi       | mudrost    |
|              | (umni dio)     |            |

Nadalje, država kakvu Platon zamišlja je idealna država, bez mana, i jednostavno je neostvariva. Karl Popper kaže da je Platon začetnik totalitarne države, jer je sve podređeno državnoj vlasti, pa čak i odgoj djece.